# Anisodes landanata
Anisodes landanata là một loài bướm đêm trong họ Geometridae.